# イヌガシ
イヌガシ（犬樫、学名: Neolitsea aciculata）は、クスノキ科シロダモ属に分類される常緑高木の1種である。「イヌガシ」の名は、カシ（樫）に似ているがカシではないものの意味とされる。別名はマツラニッケイであり、マツラは長崎県松浦のこと。若葉は黄褐色の毛で覆われ、下垂する。成葉の表面は濃緑色で光沢があり、裏面はロウ質に覆われて粉白色（図1）。雌雄異株（雌花と雄花が異なる個体につく）であり、小さな赤い花が密集して春に咲く。果実は黒紫色の液果。関東南部以西、南西諸島から台湾、韓国に分布する。

## 特徴
常緑高木であり、高さ5–15メートル (m) ほどになるが、高さ 2 m 程度の若木を見ることも多い。樹皮は灰黒色、平滑、小さな丸い皮目が多い（図2a）。新枝は細く、緑色。冬芽のうち、葉芽は披針形で先端が尖り、花芽は球形で無柄。芽鱗は瓦重ね状、黄褐色の毛に覆われる。葉は互生し、枝先に集まってつく。葉柄は0.5–2.5センチメートル (cm)、灰色の微毛がある。葉身は倒卵状長楕円形、5–12 × 2–4 cm、最大幅は中央から先端より、全縁、基部はくさび形、先端は突出して鈍頭または尖頭、表面は濃緑色で光沢があり、裏面は無毛でロウ質に覆われて粉白色、葉脈は3脈が目立ち、側脈は3–4対、裏面に突出する（図1, 2b）。精油を含み、葉をちぎると芳香がする。若葉は帯白色から黄褐色の伏毛で覆われ、垂れ下がる。
花期は3–4月、雌雄異株。花は小さく（雄花の方がやや大きい）、3–9個が集まって散形花序を形成し、総苞片は4–6個、黄褐色の毛に覆われる。花柄は長さ2–3ミリメートル (mm)、長毛がある。花被片は4個、暗紅紫色、卵形から楕円形、外側に灰白色の毛が密生する。雄花には雄しべは6個、3輪で内側の2個の基部には黄色い腺体があり、葯は4室、中央に雌しべがあるが、不稔。雌花には基部に腺体をもつ仮雄しべが4個あり、中央に雌しべが1個ある。果実は液果、楕円形から長楕円形、長さ約 1 cm、10–11月に黒紫色に熟す。果柄は長さ 7–9 mm。種子はやや扁平な倒卵状楕円形、茶褐色。
同属のシロダモ（Neolitsea sericea）に似ているが、葉がやや小型であること、葉柄が短く灰色の毛があること、冬芽が細長いこと、花は赤色で花期が春であること、などの点でシロダモとは異なる。

## 分布
本州の関東南部以西、四国、九州、奄美群島、琉球諸島、台湾、および朝鮮半島の暖温帯から亜熱帯域の照葉樹林に自生している。

## 保全状況評価
千葉県、石川県では絶滅危惧IA類に、岐阜県では絶滅危惧II類に指定されている。

## 人間との関わり
ときに庭木として植栽される。また、材は建築材、器具材、薪炭材として利用されることがある。